# Codex Vindobonensis 795
El Codex Vindobonensis 795, también conocido como Código anglosajón de Viena, es un manuscrito del siglo IX actualmente conservado por la Biblioteca Nacional de Austria en Viena. Contiene las cartas y tratados de Alcuino de York.
Destaca además por preservar los nombres de las letras del alfabeto gótico, que corresponden en su mayoría a la evolución lingüística de las palabras de los nombre de las runas utilizadas para escribir en anglosajón y nórdico antiguo. También contiene una descripción del alfabeto rúnico anglosajón, el fuþorc.